# Mine d'Olympic Dam
Pour les articles homonymes, voir Dam.

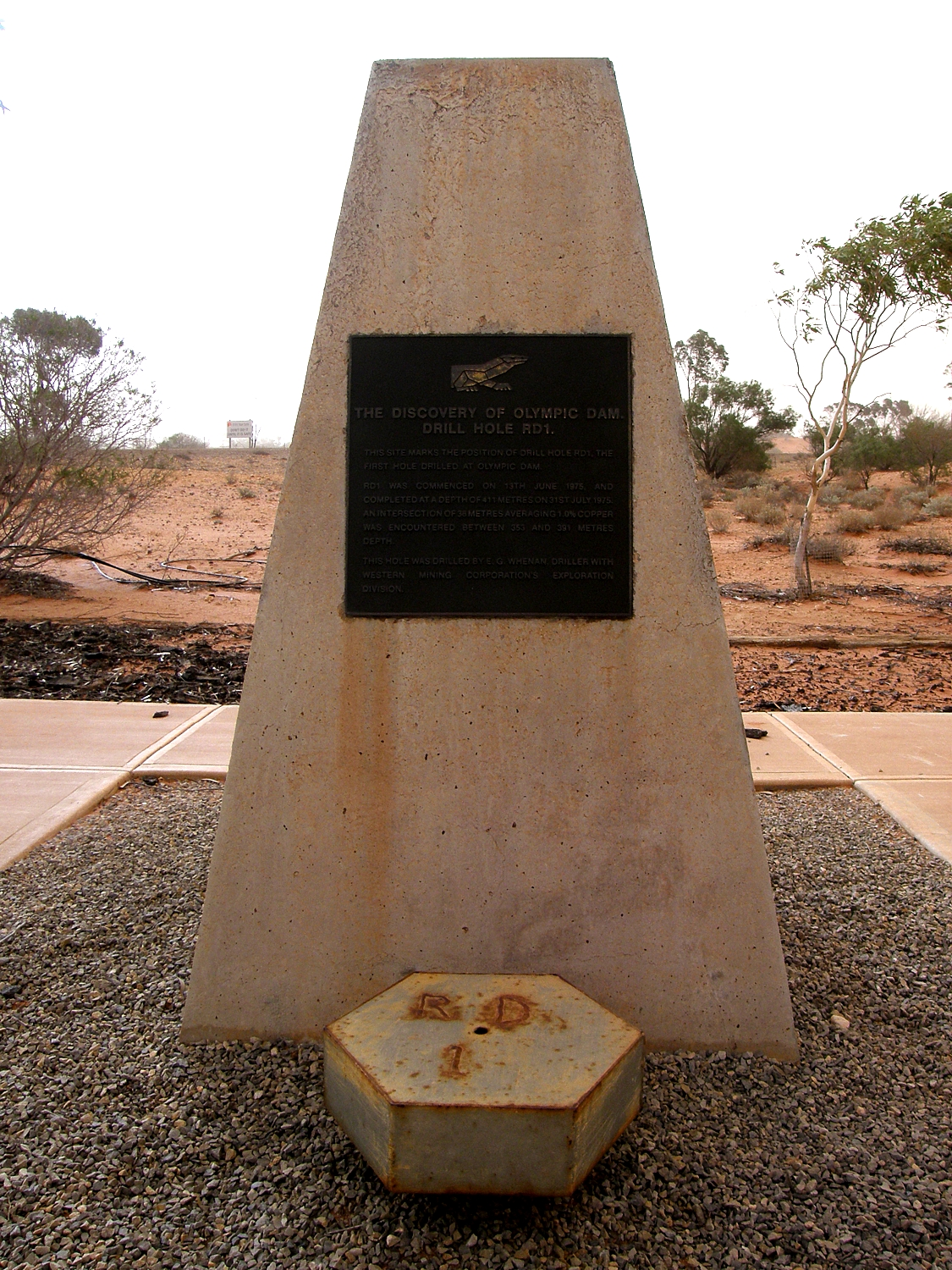

La mine d'Olympic Dam est une mine souterraine de cuivre, d'uranium, d'or et d'argent situé dans l'État d'Australie-Méridionale. Ses revenus sont à 70 % constitués de cuivre, ses réserves de cuivre étant les 4e plus grandes réserves mondiales, alors que ses réserves d'uranium sont les plus importantes au monde.
Ses dimensions en font l'une des mines les plus grandes du monde avec 4 kilomètres de long, 3,5 de large et près de 1 kilomètre de profondeur. En 2014, la mine d'Olympic Dam a une production de 184 000 tonnes de cuivre, contre seulement 125 000 tonnes en 2015. À approximativement la même période, la mine d'Olympic Dam avait une production de 4 000 tonnes d’oxyde d'uranium, de 80 000 onces d'or et de 800 000 onces d'argent. Cette production d'oxyde d'uranium représente environ 6 % de la production mondiale. Les revenus de la mine sont constitués à 75 % de l'extraction du cuivre, à 20 % de l'extraction d'uranium et à 5 % de l'extraction d'or et d'argent.
La mine employait environ 3 500 personnes en 2013.
Olympic Dam possède un aéroport (code AITA : OLP).

## Histoire
Le site est découvert en 1975, sa production démarre en 1988. Le projet est mené par l'entreprise WMC Resources, ainsi que par BP Minerals. Le site a été nommé ainsi en hommage aux Jeux olympiques de Melbourne, en 1956.
En 1993, WMC Resources acquiert la participation de 49 % de BP Minerals dans le site pour 315 millions de dollars.
Entre 1997 et 1999, la mine subit une extension, qui fait passer sa production annuelle de cuivre de 45 000 tonnes à environ 180 000 tonnes
En octobre 2001, un incendie a détruit l’usine d’extraction par solvants de la mine Olympic Dam .
En 2005, la mine d'Olympic Dam est acquise par BHP Billiton, via le rachat de WMC Resources pour 9,2 milliards de dollars australiens.
En 2007, BHP Billiton annonce le lancement d'un projet d'extension pour exploiter le site à ciel ouvert. Ce projet d'extension aurait un coût de 30 milliards de dollars Le projet est cependant remplacé par un projet d'une moindre ampleur en 2012,.
En octobre 2011, des représentants écologistes et aborigènes ont protesté contre l'autorisation donnée par le gouvernement australien à BHP Billiton, qui pourrait provoquer, selon eux, une catastrophe sanitaire et écologique.
En juillet 2016, une centaine de militants campent près de la mine d'Olympic Dam pour protester contre l'industrie nucléaire.